# Gliconeogênese

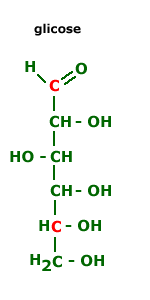
Molécula da glicose

Gliconeogênese ou neoglicogénese ou ainda neoglucogénese("formação de novo açúcar") é a rota pela qual é produzida glicose a partir de compostos aglicanos (não-açúcares ou não-carboidratos), sendo a maior parte deste processo realizado no fígado (principalmente sob condições de jejum) e uma menor parte no córtex dos rins. Em humanos, os principais precursores são: lactato, glicerol e aminoácidos, principalmente alanina. Exceto por três sequências específicas(Piruvato para PEP, Frutose1.6-bifosfato para frutose-6-p, Glicose-6-p para glicose), as reações da gliconeogênese são inversas às da glicólise. 
Em mamíferos, a maioria dos tecidos é capaz de suprir suas necessidades energéticas a partir da oxidação de vários compostos, tais como aminoácidos, açúcares e ácidos graxos, porém alguns tecidos dependem quase completamente de glicose como fonte de energia metabólica. Para o cérebro humano e o sistema nervoso, assim como os eritrócitos, testículos, medula renal e tecidos embriônicos, a glicose sanguínea é a única ou principal fonte de energia. Apenas o cérebro requer cerca de 120g de glicose a cada dia - mais do que metade de toda a glicose armazenada como glicogênio em músculos e fígado. A longo prazo, todos os tecidos também requerem glicose para outras funções, tais como a síntese da ribose dos nucleotídeos ou da porção carboidrato de glicoproteínas e glicolipídeos. Portanto, para sobreviver, os organismos precisam ter mecanismos para manutenção dos níveis sanguíneos de glicose.
Quando a concentração de glicose circulante vinda da alimentação diminui, o glicogênio hepático e muscular é degradado (glicogenólise) fazendo com que a glicemia volte a valores normais. Entretanto, o suprimento de glicose desses reservatórios não é sempre suficiente; entre as refeições e durante longos jejuns, ou após exercícios vigorosos, o glicogênio é depletado (consumido), situação que também ocorre quando há deficiência do suprimento de glicose pela dieta ou por dificuldade na absorção pelas células. Nessas situações, os organismos necessitam de um método para sintetizar glicose a partir de precursores não-carboidratos. Isso é realizado pela via chamada gliconeogênese, a qual converte piruvato e compostos relacionados de três e quatro carbonos em glicose.
As modificações que ocorrem no metabolismo da glicose durante a mudança do estado alimentado para o estado de jejum são reguladas pelos hormônios insulina e glucagon. A insulina está elevada no estado alimentado, e o glucagon se eleva durante o jejum. A insulina estimula o transporte de glicose para certas células, tais como as dos músculos e tecido adiposo, e também altera a atividade de enzimas chave que regulam o metabolismo, estimulando o armazenamento de combustível. O glucagon contrarregula os efeitos da insulina, estimulando a liberação dos combustíveis armazenados e a conversão de lactato, aminoácidos e glicerol em glicose.
A gliconeogênese é um processo ubíquo, presente em plantas, animais, fungos e outros microrganismos, sendo que as reações são praticamente as mesmas em todos os tecidos e todas as espécies.
Nas mudas de plantas, gorduras e proteínas armazenadas são convertidas, através de rotas que incluem a gliconeogênese, no dissacarídeo sacarose para transporte através da planta em desenvolvimento. A glicose e seus derivados são precursores da síntese das paredes celulares das plantas, nucleotídeos e coenzimas, e uma variedade de outros metabólitos essenciais. Em muitos microorganismos, a gliconeogênese inicia a partir de compostos orgânicos simples de dois ou três carbonoso, tais como acetato, lactato e propionato no seu meio de crescimento. Embora as reações da gliconeogênese sejam as mesmas em todos os organismos, o contexto metabólico e a regulação da rota diferem de uma espécie para outra e de tecido para tecido.

## Precursores
As três maiores fontes de carbono para a gliconeogênese em humanos são lactato, glicerol e aminoácidos, particularmente alanina.
O lactato é produzido pela glicólise anaeróbica em tecidos como músculo em exercício ou hemácias, assim como por adipócitos durante o estado alimentado, sendo convertido em piruvato pela enzima lactato desidrogenase. Glicerol é liberado das reservas adiposas de triacilglicerol e entra na rota gliconeogênica como diidroxiacetona fosfato (DHAP). Aminoácidos provém principalmente do tecido muscular, onde podem ser obtidos pela degradação de proteína muscular. Todos os aminoácidos, exceto a leucina e a lisina, podem originar glicose ao serem metabolizados em piruvato ou oxaloacetato, participantes do ciclo de Krebs. A alanina, o principal aminoácido gliconeogênico, é produzida no músculo a partir de outros aminoácidos e de glicose.
Ácidos graxos não podem ser convertidos em glicose em animais, com exceção de ácidos graxos de cadeia ímpar ou ramificada, os quais liberam propionato, um precursor do succinil CoA, sendo fonte mais importante de glicose em ruminantes. Em plantas, especificamente nas mudas, o ciclo do glioxilato pode ser usado para converter ácidos graxos (acetato) como fonte primária de carbono do organismo. O ciclo do glioxilato produz ácidos dicarboxílicos de quatro carbonos que podem entrar na gliconeogênese.

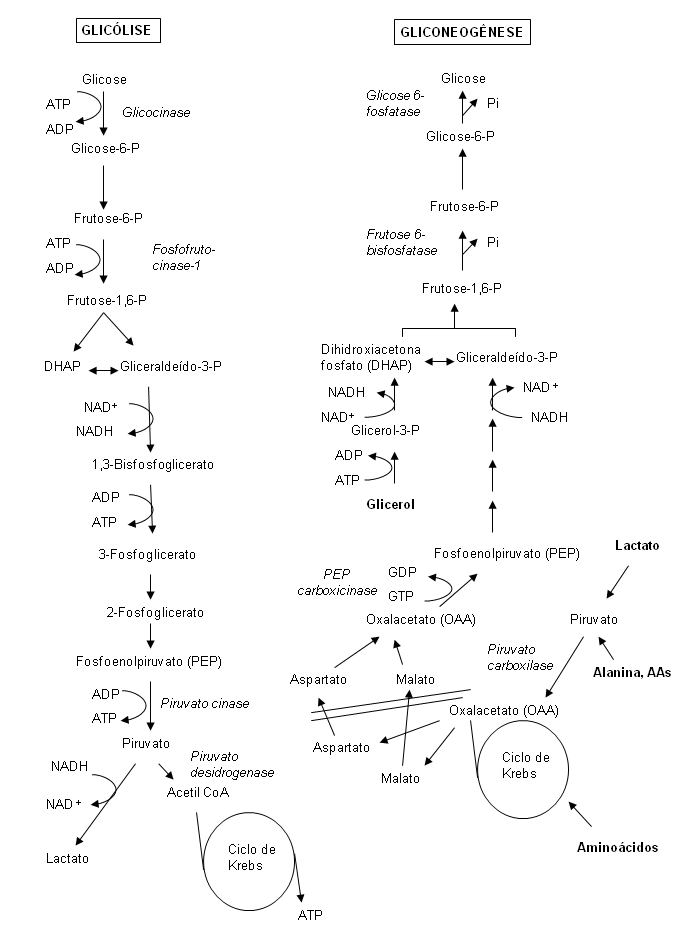
Rotas da glicólise e gliconeogênese no fígado.

### Ciclo de Cori e ciclo da alanina
Dois ciclos importantes dependem do processo de gliconeogênese: o ciclo de Cori e o ciclo da alanina. O ciclo de Cori ocorre no músculo esquelético e nas hemácias e consiste na oxidação de glicose em lactato, com posterior transporte desse produto para o fígado. Já o ciclo da alanina, que ocorre somente no músculo esquelético, consiste na oxidação da glicose em piruvato, metabolização do piruvato em alanina,(com intuito de retirar NH3 tóxico ao músculo),  transporte para o fígado, onde será reconvertida em piruvato e o NH3 excretado como ureia. O lactato e o piruvato oriundos de tais processos são, então, utilizados na gliconeogênese.

## Reações da gliconeogênese
O processo de gliconeogênese superpõe-se ao da glicólise, sendo que, iniciando pelo piruvato, a maioria das reações de síntese de glicose são no sentido inverso aos da glicólise. As enzimas envolvidas na catalização desses passos são reguladas para que, ou glicólise, ou gliconeogênese predomine, dependendo das condições fisiológicas. A maioria das etapas da gliconeogênese usa as mesmas enzimas que catalizam o processo da glicólise, porém, o fluxo de carbonos, é claro, é na direção reversa. Entretanto, em três pontos as reações da glicólise são irreversíveis in vivo (por liberarem energia livre em forma de calor): conversão de glicose em glicose 6-fosfato pela hexoquinase, a fosforilação da frutose 6-fosfato em frutose 1,6-bisfosfato pela fosfofrutoquinase-1 e a conversão de fosfoenolpiruvato em piruvato pela piruvato quinase. Para contornar essas barreiras energéticas, reações e enzimas especiais são necessárias.
- 1° desvio: Dentro da mitocôndria, a piruvato-carboxilase catalisa a formação de oxalacetato a partir de ATP e CO2, liberando ADP + Pi. A partir daí, pode-se tomar 2 caminhos:

a) Ação da PEP-carboxilase (PEPCK) mitocondrial, formando fosfoenolpiruvato a partir de GTP, e liberando GDP + CO2.
b) Redução do oxalacetato para produção de malato, ganhando dois H. O malato, por sua vez, irá sair da mitocôndria e será oxidado, perdendo 2 H e voltando a ser oxalacetato. Este oxalacetato sofrerá ação da PEP-carboxilase citosólica, que o transformará em fosfoenolpiruvato.
O caminho a ser tomado depende da concentração de NADH citosólico. Se for alta, a via b é inibida, pois causa acúmulo de produtos (malato e oxalacetato). O piruvato então toma a via a, transformando-se em fosfoenolpiruvato ainda dentro da mitocôndria. Caso a concentração de NADH no citosol seja baixa, acontece o contrário, e a via b é estimulada por falta de produtos.
- 2º desvio: No citosol, a frutose-1,6-bifosfato é hidrolisada pela  frutose-1,6-bifosfatase-1, liberando um Pi e formando  frutose-6-fosfato, que logo em seguida será isomerizada a glicose-6-fosfato pela fosfoglicose-isomerase.

- 3º desvio: Nesta etapa faz-se a conversão de glicose-6-fosfato em glicose. O grupo fosfato ligado ao carbono 6 da glicose-6-fosfato sofre hidrólise catalisada pela glicose-6-fosfatase. O produto dessa reação é a glicose não fosforilada que, assim, pode atravessar a membrana plasmática. A enzima glicose-6-fosfatase só ocorre no fígado e rins.

## Reações da gliconeogênese a partir de lactato mostradas por projeções de Fischer e por modelo poligonal
As reações mostradas por projeções de Fischer podem ser comparadas à representação utilizando o modelo poligonal. 

## Balanço energético da gliconeogênese
A neoglicogênese é uma reação de síntese porque utiliza um precursor de 3 carbonos e tem como produto final a glicose, com seis carbonos. Assim como as demais reações de síntese, a neoglicogênese consome energia na forma de ATP. Para cada molécula de glicose formada a partir de piruvato, seis moles de pontes de fosfato de alta energia são clivadas: quatro ATP, dois GTP, e dois NADH, que são utilizados nas reações catalisadas por piruvato carboxilase, fosfoenolpiruvato carboxiquinase e fosfoglicerato quinase. Dois moles de ácido pirúvico são requeridos para a síntese de um mol de glicose.

## Regulação
O controle da gliconeogênese é realizado pelo glucagon, que estimula esse processo, e pela insulina, que atua de maneira oposta. Glicólise e gliconeogênese são reguladas reciprocamente. Se glicólise (a conversão de glicose em piruvato) e gliconeogênese (a conversão de piruvato em glicose) fossem permitidas ocorrer simultaneamente em altas taxas, o resultado seria o consumo de ATP e a produção de calor. Embora a gliconeogênese ocorra durante o jejum, é também estimulada durante exercício prolongado, por uma dieta altamente protéica, e sob condições de estresse. Os fatores que promovem o fluxo geral de carbono do piruvato até glicose incluem a disponibilidade de substrato e mudanças da atividade ou quantidade de certas enzimas chave da glicólise e gliconeogênese.